# Нусантара (архипелаг)

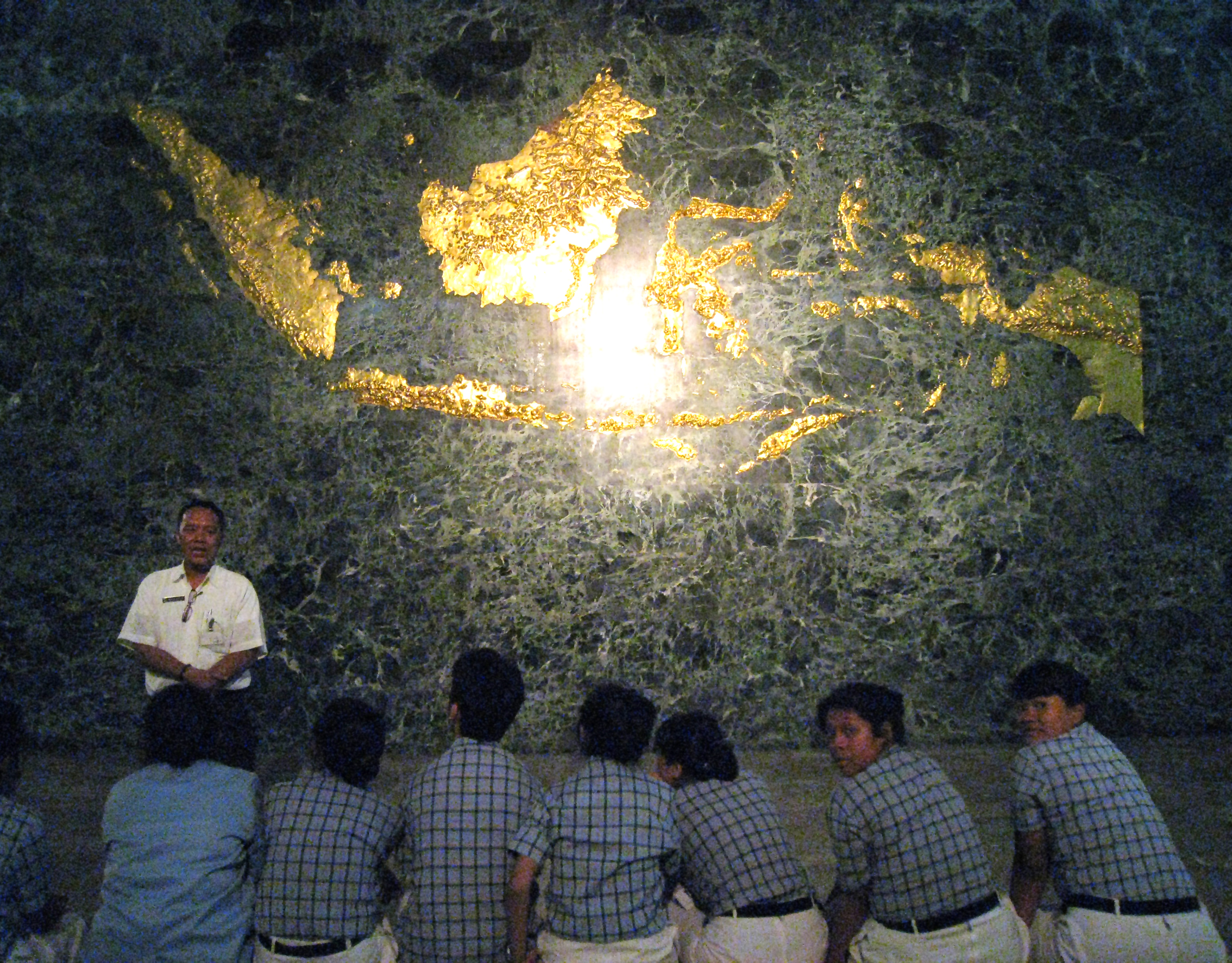
Позолоченная карта Нусантары в Зале независимости, Индонезийского национального памятника, Джакарта. Сабах, Саравак, Бруней и Восточный Тимор также включены.

Нусантара (индон. Nusantara; яв. ꦤꦸꦱꦤ꧀ꦠꦫ Nusantara от древнеяв. ꦤꦸꦱ nusa — остров и ꦲꦤ꧀ꦠꦫ antara — другой, отдалённый, вся территория) — термин, обозначавший в средневековой яванской литературе территорию, входившую в состав империи Маджапахит с центром на Яве. В настоящее время в узком значении — поэтическое название Индонезии (применяется как для обозначения архипелага, так и Родины).
В более широком — историко-культурное понятие, обозначающее область расселения народов австронезийской языковой семьи — Малайский и Филиппинский архипелаги, Малаккский полуостров, некоторые районы Индокитая, Океании, островов Мадагаскар и Тайвань.
В январе 2022 года было официально утверждено название новой столицы Индонезии, которая строится на территории провинции Восточный Калимантан, — Нусантара.
В Москве действует Общество «Нусантара», которое занимается исследованием этого региона, а в Малайзии — литературное объединение Великая малайская Нусантара.